# Gaertnera phyllostachya
Gaertnera phyllostachya är en måreväxtart som beskrevs av John Gilbert Baker. Gaertnera phyllostachya ingår i släktet Gaertnera och familjen måreväxter.
Artens utbredningsområde är Madagaskar. Inga underarter finns listade i Catalogue of Life.